# 9180 Samsagan
9180 Samsagan è un asteroide della fascia principale. Scoperto nel 1991, presenta un'orbita caratterizzata da un semiasse maggiore pari a 3,1848842 UA e da un'eccentricità di 0,0574741, inclinata di 15,63628° rispetto all'eclittica.